# Saint-Marcel-de-Richelieu
Pour les articles homonymes, voir Saint-Marcel et Richelieu.
Saint-Marcel-de-Richelieu est une municipalité dans la municipalité régionale de comté des Maskoutains au Québec (Canada), située dans la région administrative de la Montérégie.

## Toponymie
Elle est nommée en l'honneur du pape Marcel Ier.

## Géographie
La rivière Yamaska délimite le nord-ouest de la municipalité en coulant vers le nord-est.

## Démographie
| 1991 | 1996 | 2001 | 2006 | 2011 | 2016 | 2021 |
| ---- | ---- | ---- | ---- | ---- | ---- | ---- |
| 612  | 619  | 629  | 580  | 543  | 497  | 507  |

## Administration
Les élections municipales se font en bloc pour le maire et les six conseillers.
| Saint-Marcel-de-Richelieu Maires depuis 2001                                                                         |                       |         |          |
| Élection | Maire                 | Qualité | Résultat |
| 2001 | Yvon Pesant           |         | Voir     |
| 2005 | Yvon Pesant           | Voir    |          |
| 2009 | Yvon Pesant           | Voir    |          |
| 2013 | Réjean Bernier        |         | Voir     |
| 2017 | Robert Beauchamp      |         | Voir     |
| 2017 | Marguerite Desrosiers |         | Voir     |
| Élection partielle en italique Depuis 2005, les élections sont simultanées dans toutes les municipalités québécoises |                       |         |          |